# Hans von Rosenberg
Friedrich "Hans" von Rosenberg (26 de diciembre de 1874, Berlín, Reino de Prusia, Imperio alemán - Fürstenzell, Tercer Reich, 30 de julio de 1937) fue un diplomático y político alemán. En 1922-1923 se desempeñó como Reichsaußenminister (Ministro de Relaciones Exteriores de Alemania) en el gabinete de Wilhelm Cuno.

## Biografía

### Primeros años
Rosenberg nació como Frederic (o Friedrich) Hans von Rosenberg el 26 de diciembre de 1874 en Berlín, Reino de Prusia (actual Alemania). Era hijo del mayor general Johann von Rosenberg (1844-1913). Asistió al Friedrich-Wilhelms-Gymnasium en Berlín, a la escuela secundaria de la ciudad de Wismar, a la escuela secundaria Grans Ducal en Neustrelitz y al Wilhelms-Gymnasium en Königsberg. Después de graduarse estudió derecho y ciencias de la cámara en Bonn, Ginebra y Berlín

### Carrera diplomática
En 1897, Rosenberg recibió el grado de Dr.Jur. e ingresó al servicio judicial prusiano, en el cual fue ascendido a asesor en 1903. Ese año fue transferido al servicio exterior (Auswärtiges Amt, AA). En 1910, Rosenberg se convirtió en el jefe del departamento de los Balcanes en la AA, y en 1912 fue ascendido a Vortragender Rat.
Durante la Primera Guerra Mundial, fue miembro de la delegación alemana que negociaba con la Unión Soviética en Brest-Litowsk y con Rumania en Bucarest. En 1918-1919, estuvo en la Embajada de Alemania en Suiza en Berna. En 1919, Rosenberg se convirtió en Dirigent, jefe del departamento político de la AA. En 1920-22, fue embajador en Viena, y en 1922 brevemente en Copenhague.

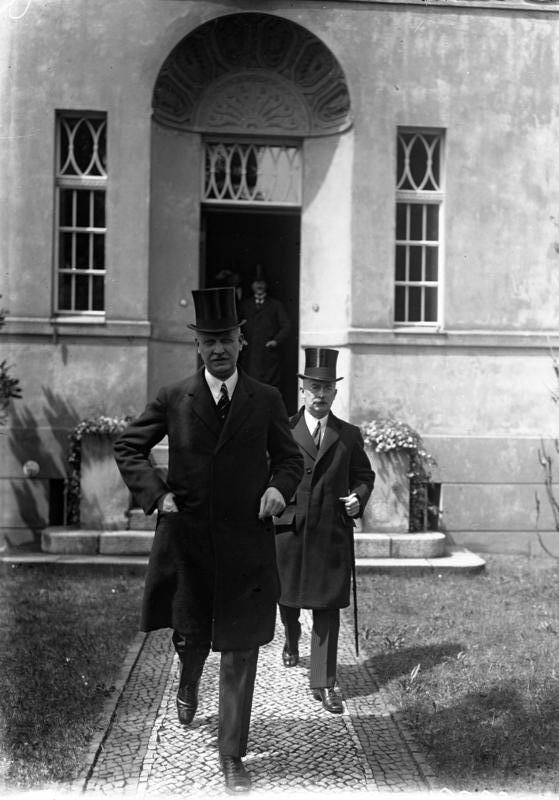
Frederic von Rosenberg detrás del canciller Wilhelm Cuno en junio de 1923.

Fue Ministro de Asuntos Exteriores de Alemania desde noviembre de 1922 hasta agosto de 1923 en el gabinete del canciller Wilhelm Cuno.
De 1924 a 1933, fue embajador en Estocolmo y luego sirvió de 1933 a 1935 como embajador en Ankara. En 1935, se le dio un permiso indefinido (im einstweiligen Ruhestand).

### Muerte
Hans von Rosenberg murió el 30 de julio de 1937 en Fürstenzell, en Baviera, Tercer Reich.